# Сидоренко, Юрий Сергеевич
Ю́рий Серге́евич Сидоре́нко (род. 8 ноября 1939 года, Херсон) — советский и российский врач-онколог, академик Российской академии наук (2006), академик РАМН (1999, член-корреспондент с 1997).

## Биография
Окончил медицинский факультет Ужгородского государственного университета, затем работал в сельских больницах Закарпатской области и Новочеркасской гинекологической больнице. С 1972 года (с перерывом на работу главным врачом больницы № 20 Ростова-на-Дону) — сотрудник Ростовского НИИ онкологии, с 1978 года — главный врач клиники, в 1982—2010 годах — директор института. Кандидат медицинских наук (1978, тема диссертации: Эндолимфатическая полихимиотерапия в лечении рака шейки матки), доктор медицинских наук (1988, тема диссертации: Некоторые аспекты диагностики и диспансеризации онкогинекологических больных). 
В 1990—1993 годах — народный депутат РСФСР.
Основные научные интересы лежат в области исследования новых методов биотерапии рака, главным образом в использовании естественных биологических сред организма для растворения цитостатиков.

## Награды, премии, почётные звания
- Орден «Знак Почёта» (1981)[1]
- Орден Дружбы (2005)[2]
- Заслуженный деятель науки Российской Федерации (1999)[3]
- Заслуженный изобретатель РСФСР (1990)[4]
- Золотая медаль имени Н. Н. Блохина (2017) — за серию работ по теме: «Патогенетические аспекты развития опухоли и оптимизация методов диагностики, хирургического и лекарственного лечения пациентов со злокачественными новообразованиями»
- Премия имени И. И. Мечникова (2008) — за цикл работ по теме «Возможности аутобиотерапии в решении актуальных проблем биомедицины»
- Медаль ВОЗ за заслуги в медицине
- Золотая медаль Минздрава РФ (2001)
- Золотая медаль Н. Пирогова Европейской Ассоциации хирургов (2006)[1]

Награды Русской Православной Церкви
- Орден святого благоверного князя Даниила Московского 3 степени
- Орден преподобного Сергия Радонежского